# Cultura lusaciana

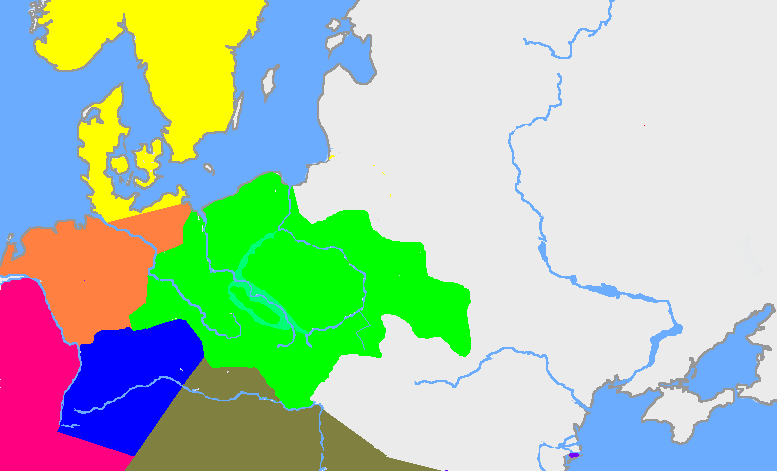
Extensão da Cultura da Lusácia (em verde)

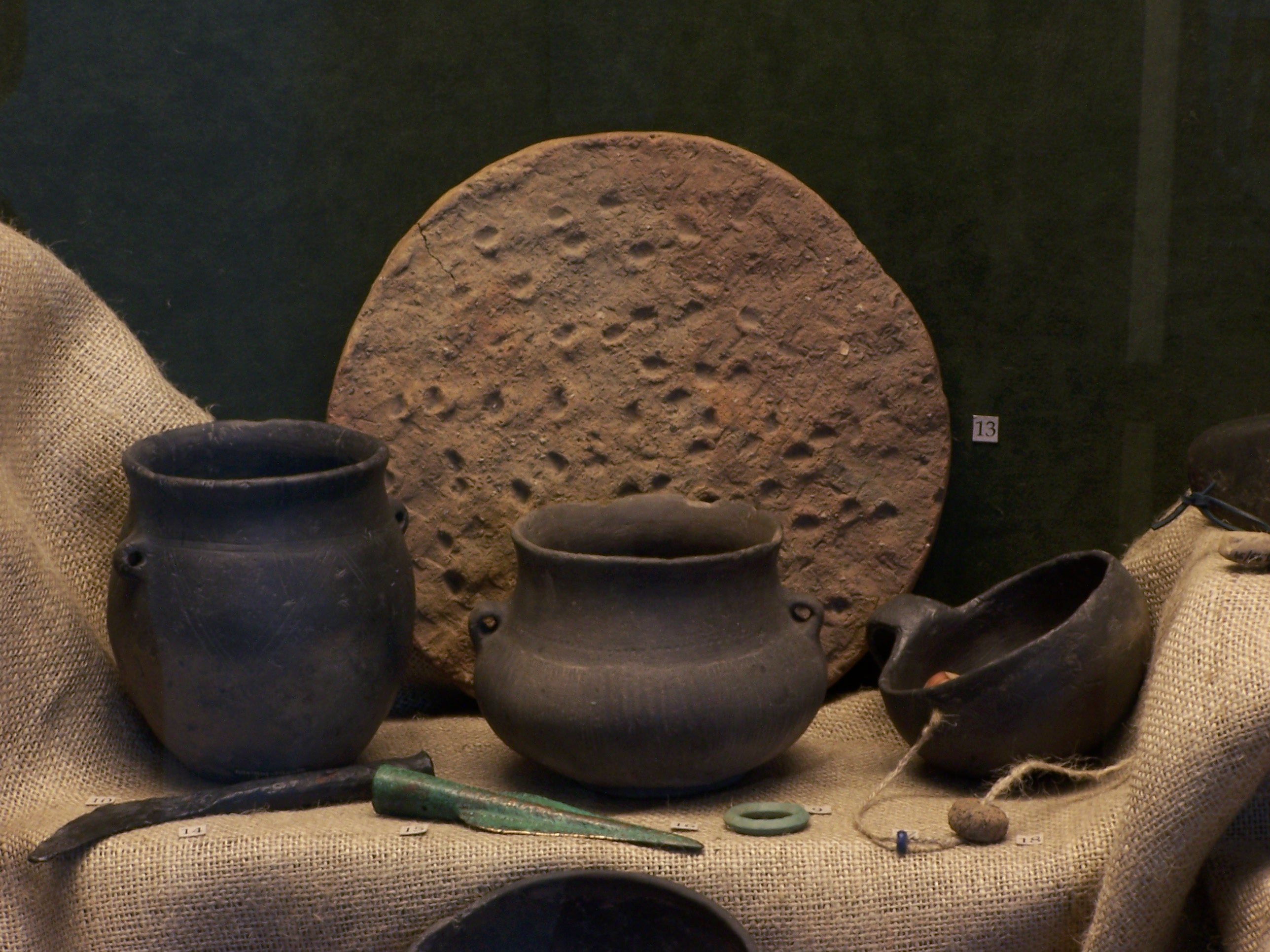
Exemplos de cerâmica lusácia

A Cultura da Lusácia existiu no final da Idade do Bronze e começo da Idade do Ferro (1 300-500 a.C.) na maior parte da Polônia, partes da República Tcheca e Eslováquia, partes do leste da Alemanha e partes da Ucrânia. Cobre os períodos Montelius III (começo da Cultura da Lusácia) ao V do esquema cronológico norte-europeu.
Desenvolveu-se da Cultura Trzciniec anterior e experimentou influências da cultura dos túmulos (Hügelgräberkultur) da Idade do Bronze Média, incorporando essencialmente as comunidades locais na rede político-social da Europa da Idade do Ferro. É contemporânea da cultura dos Campos de Urnas encontrada no leste da França, sul da Alemanha e da Áustria à Hungria, assim como da Idade do Bronze Nórdica no noroeste da Alemanha e Escandinávia. É sucedida pela cultura Billendorf do começo da Idade do Ferro no oeste da Europa. Na Polônia, a cultura lusaciana continua em parte da Idade do Ferro (é apenas uma diferença terminológica) e é sucedida em Montelius VIIIb nas montanhas do norte nas proximidades da foz do Vístula pela cultura pomerânia que se expandiu para o sul.
Houve contatos com a Idade do Bronze Nórdica, e a influência escandinava na Pomerânia e no norte da Polônia durante este período foi tão considerável que esta região é às vezes incluída na cultura da Idade do bronze Nórdica. Influências de Halstatt e La Tène são observadas particularmente nos ornamentos (grampos, alfinetes) e armas.
Os funerais eram feitos por cremação e os sepultamentos são raros. A urna é habitualmente acompanhada por vários (acima de 40) vasos secundários. Lembranças nas sepulturas de metal são escassas, mas há vários tesouros (tal como em Kopaniewo, Pomerânia) que contém ricos trabalhos em metal, em bronze e ouro (tesouro de Eberswalde, Brandemburgo). Os túmulos contendo moldes, como em Bataune, Saxônia, ou bocais atestam a produção de ferramentas e armas de bronze para uso na povoação ou vila. A tumba 'real' de Seddin, Brandemburgo, coberta por uma grande mamoa de terra continha objetos importados mediterrâneos como vasos de bronze e contas de vidro. Os cemitérios podem ser muito grandes e conter milhares de sepulturas.
Povoações bem conhecidas incluem Biskupin na Polônia e Buch, nas proximidades de Berlim. Há vilas abertas e assentamentos fortificados nos topos de montes ou em áreas pantanosas. As proteções eram construídas de caixas de madeira recheadas com terra ou pedras.
A economia era principalmente baseada na agricultura arável, e é atestada por vários poços de armazenamento. Trigo emmer (Triticum dicoccum) e cevada formavam a colheita básica, junto com painço, centeio e aveia, ervilhas, feijão-fava, lentilhas e Camelina sativa. O linho também era cultivado, e restos de maçãs, peras e ameixas domesticadas também foram encontrados. Gado bovino e porcos eram os mais importantes animais domésticos, seguidos por carneiros, cabras, cavalos e cachorros. Pinturas da Idade do Ferro da Silésia atestam a equitação, mas os cavalos eram usados também para puxar carroças. A caça era praticada, conforme ossos de cabrito montês e vermelho, javali, bisão, alce, lebre, raposa e lobo atestam, mas não abastecia a maior parte da carne consumida. Os numerosos ossos de rãs encontrados em Bispukin podem indicar que pernas de rãs também eram comidas.
Os achados nas áreas pantanosas são considerados por alguns arqueólogos como 'dádivas dos deuses'. Ossos humanos em sepulturas de sacrifício de 5 m de profundidade em Lossow (Brandemburgo) possivelmente apontam para o sacrifício humano e possível canibalismo.

## História da pesquisa
Funerais do 'tipo Lausitz' foram inicialmente descritos pelo patologista e arqueólogo alemão Rudolf Virchow (1821-1902). O nome se refere à região da Lusácia (Lausitz) no leste da Alemanha (Brandemburgo e Saxônia) e Polônia. Virchow identificou a cerâmica como 'pré-germânica', mas recusou-se a especular sobre a identidade étnica de seus fabricantes.
Vários autores tchecos (Píč, Niederle, Červinka) e poloneses (Majewski, Kostrzewski, Kozłowski) acreditam que os lusacianos sejam protoeslavos, enquanto o arqueólogo alemão A. Götze os considera trácios e Gustaf Kossinna os identificou primeiro como carpianos, uma tribo mencionada por Zósimo e depois como ilírios.
Atualmente, a maioria dos acadêmicos aceita o histórico e a natureza de transformação de grupos étnicos e não tenta continuar grupos étnicos conhecidos dos registros escritos no período pré-histórico.

## Leitura complementar
- J. M. Coles and A. F. Harding, The Bronze Age in Europe (Londres, 1979).